# Groß-Gerau
Groß-Gerau est une ville de Hesse (Allemagne), située dans l'arrondissement de Groß-Gerau dans le district de Darmstadt.

## Histoire
| Appartenances historiques Comté de Katzenelnbogen 1398–1479 Landgraviat de Haute-Hesse 1479–1500 Landgraviat de Hesse 1500–1567 Landgraviat de Hesse-Darmstadt 1567–1806 Grand-duché de Hesse 1806–1918 République de Weimar 1918–1933 Reich allemand 1933–1945 Allemagne occupée 1945–1949 Allemagne 1949–présent |

## Personnalités
- Werner Schad (1926-2006), espérantiste allemand, y est né.
- Christoph Willms (1948-2015), archéologue allemand, décédé à Groß-Gerau de même que Frédéric Georges Auguste de Hesse-Darmstadt en 1808.